# Noël Vandernotte
Étienne Noël Henri Vandernotte (ur. 25 grudnia 1923 w Anglet, zm. 18 czerwca 2020 w Saint-Étienne-du-Grès) – francuski wioślarz, dwukrotny medalista olimpijski.
Wystartował na igrzyskach olimpijskich w Berlinie w 1936 roku, gdzie reprezentanci Francji w składzie: Georges Tapie, Marceau Fourcade i Noël Vandernotte (sternik) zdobyli brązowy medal w dwójkach ze sternikiem. W wyścigu finałowym o 17,1 sekundy przegrali z reprezentantami III Rzeszy, a o 4,3 sekundy z osadą Królestwa Włoch. Został tym samym najmłodszym w historii francuskim medalistą olimpijskim. Na tej samej imprezie Fernand Vandernotte, Marcel Vandernotte, Jean Cosmat, Marcel Chauvigné i Noël Vandernotte zajęli trzecie miejsce w czwórkach ze sternikiem. Tym razem o 17,1 sekundy szybsza była osada III Rzeszy, a o 9 sekund osada Szwajcarii. 
W czwórkach ze sternikiem wywalczył ponadto srebrne medale na mistrzostwach Europy w Lucernie (1934) i mistrzostwach Europy w Berlinie (1935).
W trakcie II wojny światowej jego ojciec został wywieziony do obozu koncentracyjnego w Buchenwaldzie. Noël zdołał uciec, następnie walczył w ruchu oporu.
W 2008 roku został odznaczony Orderem Narodowym Zasługi, w 2015 roku został Kawalerem Legii Honorowej.
Był bratankiem Fernanda Vandernotte i Marcela Vandernotte.